# Ceropegia scabra
Ceropegia scabra är en oleanderväxtart som beskrevs av Jumelle och Perrier. Ceropegia scabra ingår i släktet Ceropegia och familjen oleanderväxter. Inga underarter finns listade i Catalogue of Life.